# Ole Giæver
Ole Giæver, född 19 juli 1977 i Tromsø, är en norsk filmregissör, manusförfattare och skådespelare. Han utbildade sig vid Nordland kunst- og filmfagskole i Lofoten 1999–2001 och Konstfack i Stockholm fram till 2005. Efter ett antal kortare filmer långfilmsdebuterade han 2011 med Fjellet. Hans andra långfilm var Mot naturen där han även spelade huvudrollen, för vilket han tilldelades Kanonpriset för bästa manliga huvudroll vid Kosmorama 2015. Filmen blev även nominerad till Nordiska rådets filmpris. Hans tredje långfilm Fra balkongen hade premiär 2017.

## Filmlista
- Kjærlighetsunivers her hvor de møtes (2002) – kortfilm
- The pledge (2003) – kortfilm
- Tiden er min venn (2003) – kortfilm
- Forspill (2004) – kortfilm
- Testen (2005) – kortfilm
- Blokk B (2006) – kortfilm
- Tommy (2007) – kortfilm
- Sommerhuset (2008) – novellfilm
- Fjellet (2011)
- Mot naturen (2014)
- Fra balkongen (2017)
- Ellos eatnu – Låt älven leva (2023)